# Dorji Yangki

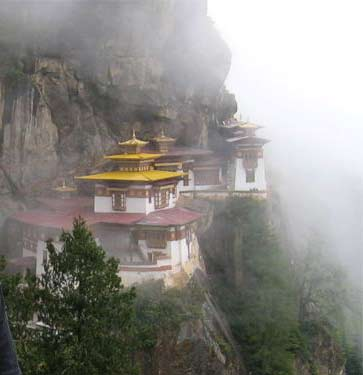
Taktshang-klostret. Dorji Yangki deltog i restaureringsarbetet av Bhutans kanske mest berömda kloster.

Dorji Yangki är en arkitekt från Bhutan.
Yangki är den första kvinnliga presidenten i Bhutan Association of Architects och första kvinnliga ordförande för SAARCH (South Asian Association for Regional Cooperation of Architects). Hon var 2019 den enda kvinnliga praktiserande arkitektens som leder ett privat företag i Bhutan och är en av de första kvinnliga arkitekterna från Bhutan.
Yangki studerade arkitektur vid Deakin-universitetet i Melbourne, Australien och studerade senare också i England, Norge och Japan. Mellan 2008 och 2009 innehade hon Loeb Fellowship vid Harvard Graduate School of Design vid Harvard University i Massachusetts. Yangki har också en Masters i historiska byggnader vid det brittiska University of York.
Efter att ha tagit examen 1996 valdes hon som första lokala arkitekt i Bhutan att arbeta med bevarandet av kulturarv i Bhutan. Som ordförande för Conservation of Heritage Sites at the Ministry for the Home and Cultural Affairs i drygt 15 år har hon inte bara utvecklat kontoret för kulturarv utan också utformat de första riktlinjerna för Bhutans kulturarv. Ett av hennes viktiga bidrag är att ha förenat gamla kulturarv med nya idéer inom arkitektur.
Bland de projekt Yangki arbetat med kan nämnas restaureringsarbetet av Bhutans kanske mest berömda kloster, Taktshang-klostret, även kallat Tigernästet. Det restaurerades efter branden 1998. Hon har också renoverat Memorial Chorten, en stupa i Thimphu som kallats "det mest synliga religiösa landmärket i Bhutan", och med upprättandet av det första kulturarvsmuseet, Folk Heritage Museum. Vidare klostret vid Dechenphug Trongsa Dzong och Simtokha Dzong.
Yangki har också utformat Nationalbiblioteket i Bhutan (NLB), Druk Gyelyong Pedzö – འབྲུག་རྒྱལ་ཡོངས་དཔེ་མཛོད།, som blev den första byggnaden i Bhutan med klimatanläggning, samt galleribyggnaden till Bhutans nationalmuseum och Guru Rimpoche.templet vid klostret i Dechenphug.
Som bosatt i Bhutan, ett land som följer principen bruttonationallycka arbetar Yangki för "biofilisk design", det vill säga en design som ökar kopplingen till naturen för dem som bosätter sig i de byggnader hon ritar fram.

## Fotnot
1. ↑  Dzong är en kombination av befästning, administrationsbyggnad, kloster och tempel, som är vanlig i buddhistiska områden. Dzong betecknar även det landområde, som administerades från en dzong-byggnad.